# Maccabi Ashdod BC
O Maccabi Ashdod Basketball Club (em hebraico:  מכבי אשדוד), conhecido também como Maccabi Ashdod/Be'er Tuvia por motivos de patrocinadores, é um clube de basquetebol baseado em Asdode, Israel que atualmente disputa a Ligat HaAl. Manda seus jogos na HaKiriya Arena com capacidade para 2.000 espectadores.

## Histórico de Temporadas
| Temporada | Nível | Liga        | Pos. | J     | PL  | Resultado                           | Copa do Estado    | Copa da Liga |
| --------- | ----- | ----------- | ---- | ----- | --- | ----------------------------------- | ----------------- | ------------ |
| 1996–97   | 4     | Liga Alef   | 1    | -     |     | Promovido                           | -                 | -            |
| 1997–98   | 3     | Liga Artzit | 1    | -     |     | Promovido                           | -                 | -            |
| 2009–10   | 2     | Liga Leumit | 2    | -     | -   | Promovido                           | Oitava finais     | -            |
| 2010–11   | 1     | Ligat HaAl  | 6    | 13-14 | 0-3 | Quartas de finais                   | Quartas de finais | Semifinais   |
| 2011–12   | 1     | Ligat HaAl  | 6    | 12-12 | 4-2 | Finalista                           | Quartas de finais | -            |
| 2012–13   | 1     | Ligat HaAl  | 10   | 11-16 |     | Permaneceu com vitória nos playouts | -                 | Finalista    |
| 2013–14   | 1     | Ligat HaAl  | 12   | 7-22  |     | Permaneceu com vitória nos playouts | Oitavas de finais |              |
| 2014–15   | 1     | Ligat HaAl  | 11   | 11-22 |     |                                     | Fase preliminar   | -            |
| 2015–16   | 1     | Ligat HaAl  | 9    | 14-19 |     |                                     | Finalista         | -            |
| 2016–17   | 1     | Ligat HaAl  | 11   | 13-20 |     |                                     | Semifinais        | -            |
| 2017-18   | 1     | Ligat HaAl  | 4    | 20-13 |     |                                     | Semifinais        | -            |
| 2018-19   | 1     | Ligat HaAl  | 9    | 13-20 |     |                                     |                   | -            |

fonte:«eurobasket.com». basketball.eurobasket.com

## Títulos

### Liga israelense
- Finalista (1):2011-12

### Copa do Estado de Israel
- Finalista (1):2015-16

### Copa da Liga
- Finalista (1):2012